# WebMethods
A webMethods 1996-ban alakított vállalat, amely üzleti folyamatok integrációját célzó szoftverek készítésével foglalkozik. Központja a virginiai Fairfaxben található, számos irodájuk található szerte az Egyesült Államokban, Európában, Közép-Keleten/Észak-Afrikában, Ázsiában és Japánban. 2007. április 5-én a Software AG felvásárolta a webMethods Inc.-t 546 millió dollárért. Az akvizíció 2007. június 1-jén zárult le, majd ezt követően a webMethodsot kivonták az amerikai tőzsdéről. A Software AG jelenleg a német tőzsdén van jelen.

## Partnerség
1998-ban a Microsoft és webMethods közös team-et hozott létre, hogy  elkészítsék az XQL-t, egy XML alapú lekérdező nyelvet (Query Language for XML).
1999-ben SAP és webMethods partnerséget kötött azzal a közös céllal, hogy kibocsátsák  az Integration Server egy új verzióját mint SAP Business Connector-t, amely integrációs képességeket tud biztosítani SAP-nak.
2004-ben, webMethods stratégiai szövetséget hozott létre a GXS-sel, azért hogy biztosítsák az integrációs szoftverek és integrációs szolgáltatások "best-of-breed" kombinációját világszerte a szervezetek számára.

## Története
- 1996 Phillip Merrick megalakítja a vállalatot[3]
- 1998 partnerség a Microsoft-tal az XQL kifejlesztésére[4]
- 1999 partnerség az SAP-val hogy integrációs képességeket tudjanak biztosítani SAP-nak[2]
- 2001 Az első integrációban érdeklet gyártó, amely adott EDI támogatást és üzleti folyamat modellező képességet a platformjához.
- 2003 JBoss-t adott a termékkészletéhez, mint csomagolt megoldást az EJB támogatáshoz és kiadta a webMethods Portal-t
- 2006 Felvásárolta az Infravio-t[5] and termékek from Cerebra[6]
- 2007 Fabric 7 kiadása,[7] office opened for Middle East/North Africa[8]
- 2007. április 5. – Software AG bejelentette a felvásárlást.[1]
- 2007. június 1. – A Software AG lezárja felvásárlást.

## Termékek/eszközök
- webMethods Broker
- webMethods Developer
- webMethods Glue
- webMethods Integration Server
- webMethods Manager
- webMethods Modeler
- webMethods Optimize
- webMethods Portal
- webMethods ServiceNet
- webMethods Trading Networks
- webMethods Workflow
- webMethods Designer

A webMethods Integration Server 4.6-t SAP-val csomagolták, mint SAP Business Connector még mielőtt az SAP elhatározta volna, hogy kifejleszti a saját integrációs platformját.